# Nory
Nory (Duits: Nordenthal) is een dorp in de Poolse woiwodschap Ermland-Mazurië. De plaats maakt deel uit van de gemeente Wieliczki.